# Сампсониевская церковь
Сампсониевская церковь — православный храм-памятник на поле Полтавской битвы, построенный в честь победы русской армии над шведами. Памятник архитектуры XIX века.
Церковь каменная, прямоугольная в плане, четырёхстопная, увенчанная центральным куполом и четырьмя декоративными главками по углам. Реконструирована в формах московского зодчества XV—XVII веков. В плане выглядит как равноконечный крест (длина и ширина 20,2 м, высота — 14,2 м). Каменная, пятиглавая, трёхапсидная. В оформлении фасадов церкви широко использованы арки, барочные порталы, колонки и другие декоративные детали из лекального кирпича.

## История
Вскоре после Полтавской битвы, в ознаменование победы, Пётр I издал указ о сооружении на поле Полтавской битвы Петропавловского монастыря с церковью во имя Сампсона Странноприимца (поскольку битва состоялась 27 июня, в день памяти преподобного Сампсона). Однако строительство долго откладывали и только в 1840 году, по предложению генерал-губернатора графа Строганова, был проведен конкурс проектов на строительство церкви. Предпочтение было отдано проекту архитектора Иосифа Шарлеманя, выполненному в русско-византийском стиле. Церковь заложили в годовщину Полтавского сражения 27 июня 1852 года. Строили на средства черниговского помещика И. С. Судиенко, завещавшего 100 тысяч рублей на увековечивание Полтавской битвы; все работы по организации строительства выполнил купец А. П. Ворожейкин. 15 июля 1856 года храм был освящён.
В конце XIX века храм реконструировали по проекту архитектора Николая Никонова — пристроили боковые приделы, придавшие плану храма форму креста, выполнили роспись стен и купола, установили новый иконостас, изготовленный в мастерской московского купца Астафьева, с иконами работы художника Малышева. Строительство велось под наблюдением архитектора Полтавской епархии С. В. Носова. Надзор за строительными работами осуществлял архитектор И. Ф. Нейман. В сентябре 1895 года работы были завершены и 1 октября церковь была повторно освящена епископом полтавским Илларионом.
В 1909 году, к 200-летию Полтавской битвы, была проведена ещё одна реконструкция под руководством архитектора С. В. Носова. С западной стороны достроили входную часть с колокольней, а на восточном фасаде выполнили картину, изображающую обращение Петра I к русской армии накануне битвы, под которой установили мраморную плиту со словами этого обращения. В храме установили мраморный иконостас с резными орнаментами и цветными мозаиками, изготовленный фирмой Менциони в Москве. Под руководством художника О. Я. Сокола выполнена роспись стен, сводов и барабана купола сплошным слоем высокохудожественных декоративно-растительных и сюжетных росписей в стиле Виктора Васнецова.
В 1929 году храм был закрыт коммунистами, через год разрушена колокольня. Картина с изображением Петра I была вывезена и позже утрачена.
Приходская община возобновила деятельность в 1942 году, во времена немецкой оккупации. После войны, 8 декабря 1947 года, община была зарегистрирована советскими властями, но через два года снята с государственной регистрации «в связи с созданием историко-культурного заповедника „Поле Полтавской битвы“». Храм был превращен в складское помещение и оставлен без присмотра. Кровля разрушалась, оконные стекла были выбиты, влага беспрепятственно попадала внутрь церкви. В результате в послевоенные годы была потеряна часть внутренних росписей храма.
Реставрационные работы, целью которых было восстановление иконописи и живописи, начались только в 1988 году.
С апреля 1993 официально возобновила свою деятельность церковная община.
В 2001—2005 годах, благодаря ходатайствам настоятеля церкви протоиерея Константина Онипко, была восстановлена колокольня.
- Вид с востока (2016 год)
- Мозаика на восточном фасаде
- Вид с юго-запада
- Роспись купола